# Felip I de Castella

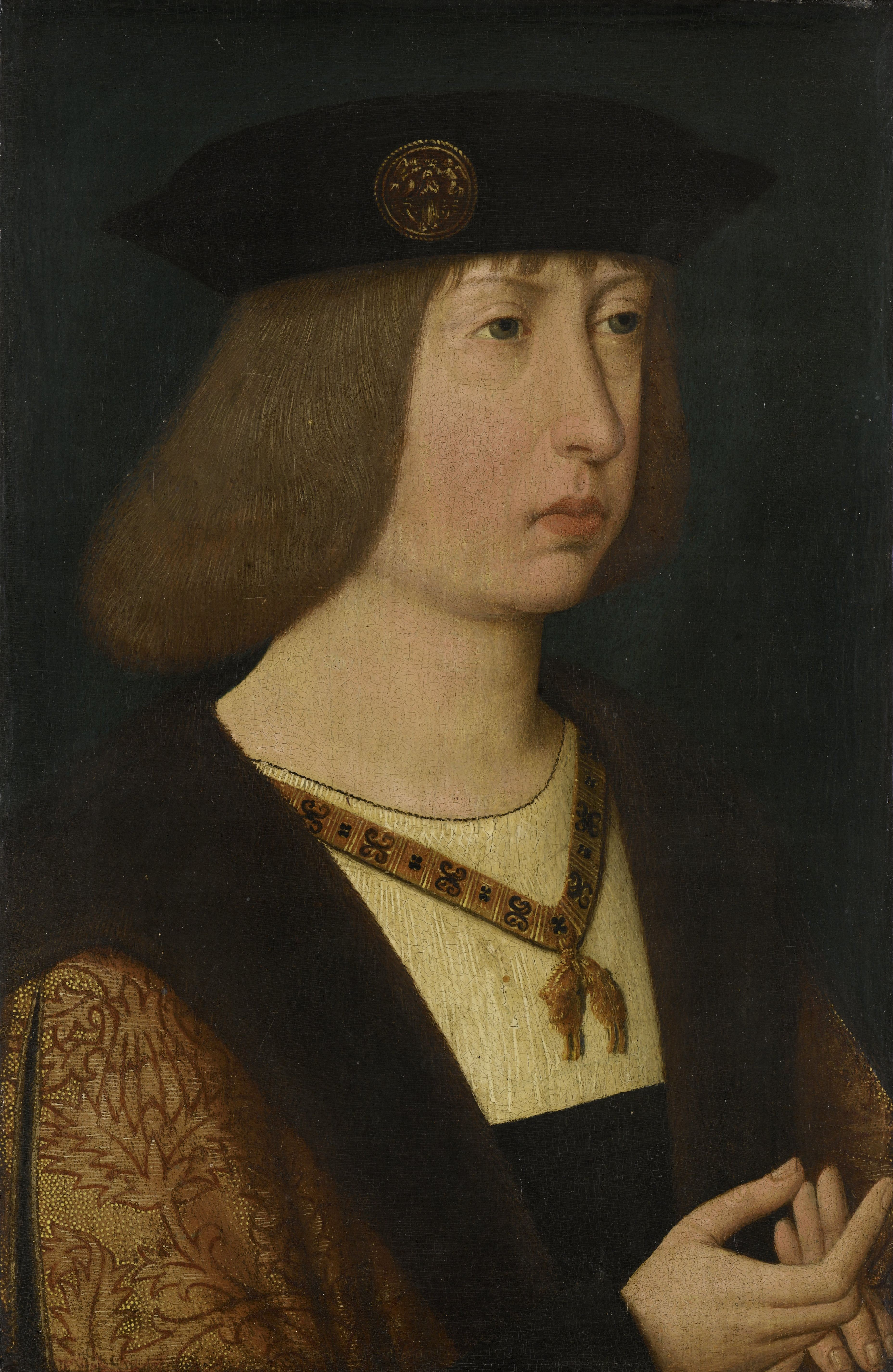
Felip el Bell en un retrat de 1500

Felip I de Castella, dit el Bell (el Hermoso en castellà; Bruges, Flandes, 22 de juny de 1478 - Burgos, 25 de setembre de 1506), fou un arxiduc d'Àustria i sobirà dels territoris pertanyents a la dinastia del ducat –nominal– de Borgonya des del 1482 al 1506. Per tant, era duc nominal de Borgonya (car França l'havia annexat el 1477), de Brabant, Limburg i Luxemburg, també va ser comte de Flandes, Habsburg, Tirol, Hainaut, Holanda, Zelanda i Artois, senyor d'Anvers i Malines.
Va ser rei de Castella entre el 26 de novembre de 1504 i el 25 de setembre de 1506 pel seu matrimoni amb Joana I de Castella, hereva dels Reis Catòlics. El seu regnat va ser breu a Castella, i de fet només regnà de forma efectiva des de l'abril de 1506 fins a la seva mort, el mateix any. En termes generals és el primer monarca castellà de la Casa d'Àustria o d'Habsburg, si bé tradicionalment es considera iniciador de la dinastia al fill del matrimoni, Carles V del Sacre Imperi Romanogermànic.

## Biografia
Fou el fill gran de l'emperador Maximilià I del Sacre Imperi Romanogermànic i de Maria de Borgonya, del seu pare va rebre els drets sobre la Corona Imperial i de la seva mare va rebre els drets sobre el ducat de Borgonya i el comtat de Flandes. A part dels títols principals també rebé els de ducat de Brabant i Luxemburg i comte d'Habsburg, Hainaut, Holanda, Zelanda, Tirol i Artois.
Felip va néixer a Bruges, al comtat de Flandes (avui dia Bèlgica), el seu besavi va ser Felip el Bo. El noble brugenc i conseller del seu pare i avi, Lluís de Gruuthuse va ser nomenat com el seu gentilhome de cambra. El 1482, després de la mort de la seva mare Maria de Borgonya, la va succeir en les seves possessions de Borgonya, sota la tutela del seu pare. Un període d'agitació es va produir, va ser testimoni de les hostilitats esporàdiques entre, principalment, les grans ciutats de Flandes (especialment Gant i Bruges) i els partidaris de Maximilià. Durant aquest interregne, Felip es va veure envoltat en els fets, i inclús va ser breument segrestat a Bruges, com a part de la campanya de Flandes per donar suport a les seves demandes de major autonomia, que havien arrevatat.
 a la seva mare, en un acord conegut com el Blijde Inkomst o alegre entrada de 1477. A principis de la dècada de 1490, la crisi de l'interregne va donar lloc a un incòmode enfrontament, on ni el suport de França ni el del seu avi Frederic III van resultar decisius. Ambdues parts van arribar a un acord en el Tranctat de Senlis el 1493, cosa que va mitigar la lluita de poder interna en acceptar les dues parts reconèixer al següent any a Felip com a príncep (que tenia 15 anys).
Als Països Baixos fou un administrador competent i un sobirà popular i estimat, que va saber conjugar els interessos dels seus diversos territoris i va demostrar un especial talent per planejar reformes i donar tranquil·litat i pau després de molts anys de convulsions polítiques.

### Matrimoni

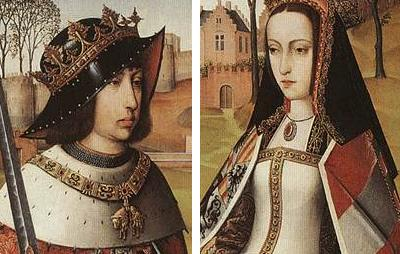
Felip el Bell i Joana I de Castella

El seu pare va pactar el seu matrimoni amb Joana I de Castella, filla dels Reis Catòlics, en el marc de la Lliga Santa que va unir la monarquia hispànica amb el Sacre Imperi Romanogermànic, els Regnes d'Anglaterra i Nàpols, la República de Gènova i el ducat de Milà contra les pretensions hegemòniques del Regne de França a la península Itàlica el 1495. Pel seu matrimoni amb Joana va ser l'introductor de la dinastia Habsburg als territoris hispànics. El sobre nom del Bell li va posar el rei Lluís XII de França. El 1501, Felip i Joana viatjaven cap a Castella per ser coronats i es van aturar a Blois. Allà el rei els van rebre i els va exclamar: “ves per on, un bell príncep”.
En 1494, Maximilià va renunciar a la seva regència en els termes del Tractat de Senlis i Felip, de 16 anys, es va fer càrrec de les terres de Borgonya ell mateix, encara que a la pràctica l'autoritat es derivava d'un consell de notables de Borgonya. El casament amb Joana I de Castella es realitzà el 12 de novembre de 1496 a Lieja.
El matrimoni va ser part d'una sèrie d'aliances entre els Habsburg i els Trastàmares, destinades a enfortir-se contra el creixent poder de França que havia augmentat considerablement gràcies a les polítiques de Lluís XI i l'afirmació de l'èxit del poder reial després de la guerra amb la Lliga de bé públic. L'assumpte es va fer més urgent després de la invasió de Carles VIII (coneguda com la Primera Guerra de la Independència).
La germana de Felip, Margarita, es va casar amb Joan, Príncep d'Astúries, l'únic fill d'Isabel i Ferran i el seu successor a la corona unificada de Castella i Aragó. La doble aliança no va ser dissenyada per permetre que els regnes espanyols caiguessin en mans dels Habsburgs. En el moment del seu matrimoni amb Felip, Joana era la tercera a optar al tron, amb Joan i la seva germana Isabel per davant.
Del matrimoni entre Felip i Joana nasqueren:
- la infanta Elionor d'Habsburg (1498-1558), casada el 1519 amb Manuel I de Portugal i el 1530 amb Francesc I de França
- el príncep Carles I de Castella i V d'Alemanya (1500-1558), rei de Castella i Aragó i emperador del Sacre Imperi
- la infanta Elisabet d'Habsburg (1501-1526), casada el 1515 amb Cristià II de Dinamarca
- el príncep Ferran I del Sacre Imperi Romanogermànic (1503-1564), emperador del Sacre Imperi Romanogermànic
- la infanta Maria d'Habsburg (1505-1558), casada el 1522 amb Lluís II d'Hongria
- la infanta Caterina d'Habsburg (1507-1578), casada el 1525 amb Joan III de Portugal

### Rei de Castella
Morts els germans grans de Joana, Joan i Isabel, així com l'hereu d'aquesta última, Miquel, prematurament el 23 d'agost de 1498, aquesta va esdevenir l'hereva dels Reis Catòlics. No ben vista per un grapat de nobles, per la Concòrdia de Salamanca de 1505 s'acordà un govern conjunt entre la mateixa Joana, Felip el Bell i Ferran el Catòlic. Malgrat l'acord, les males relacions entre Felip, amb el suport de la noblesa castellana, i el seu sogre Ferran van fer que aquest renunciés al tron de Castella per evitar un enfrontament armat. Per la Concòrdia de Villafàfila de 1506 Ferran es va retirar a la Corona d'Aragó i Felip el Bell fou nomenat rei de Castella.
Mentrestant, Joana I suposadament va embogir, segons alguns autors per la gelosia que li produïen les infidelitats del seu marit, al qual estimava amb follia. Les Corts de Castella reunides a Valladolid el 1506 es van negar a declarar incapaç la reina Joana, però Felip el Bell va exercir el poder efectiu del regne sense comptar amb ella. Un poder que es va traduir en el favoritisme vers els seus consellers flamencs i la noblesa castellana, de la qual continuava buscant el suport per enfortir-se davant el poder del seu sogre Ferran el Catòlic.

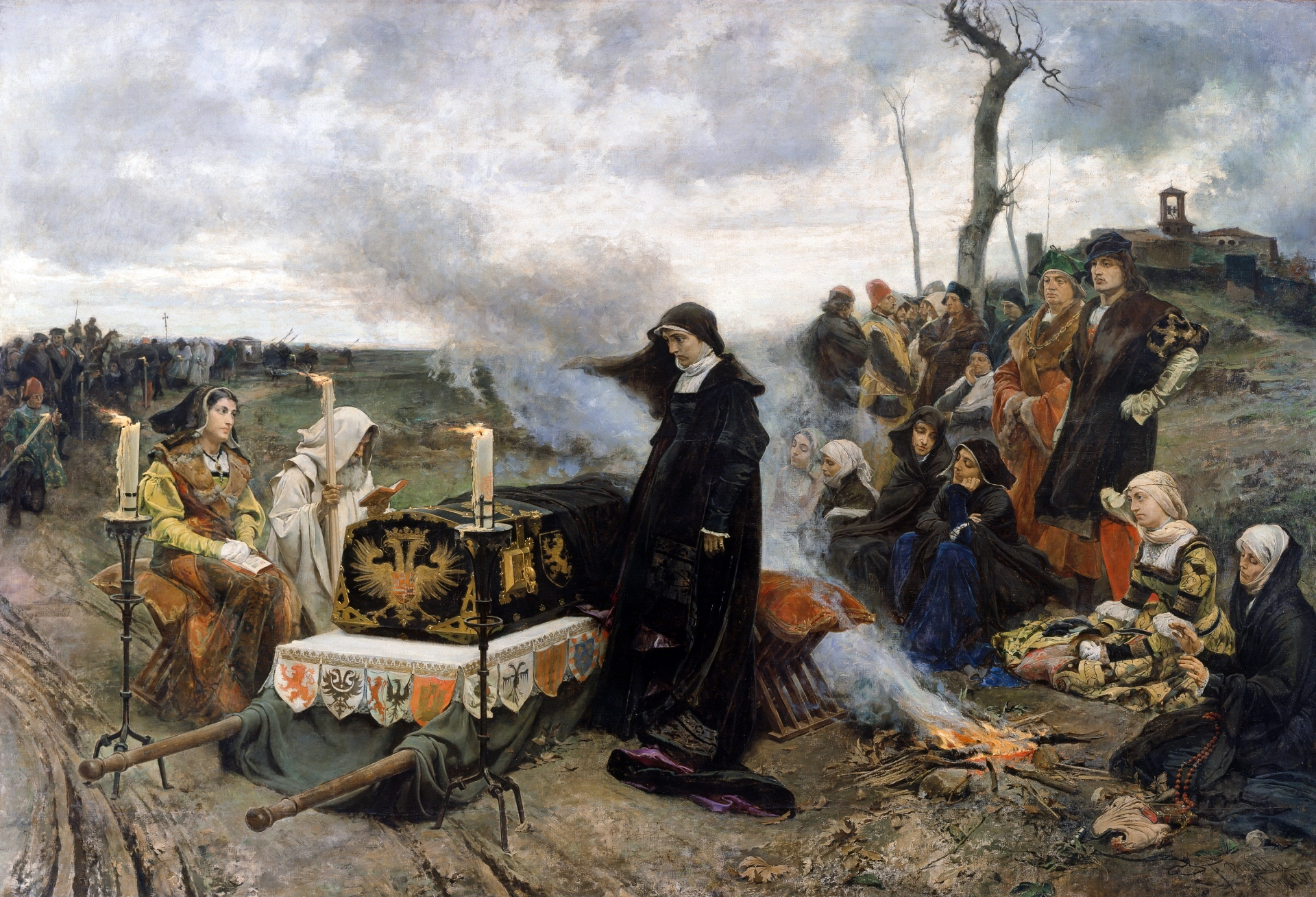
Doña Juana la Loca (1877), de Francisco Pradilla y Ortiz. Museo del Prado (Madrid)

### Mort
La seva mort va ocórrer de manera sobtada el 1506 a Burgos, segons sembla, amb Felip el Bell jugant a bitlles quan, després del joc, suant encara va beure molta aigua freda, caient malalt amb altes febrades i morint el 25 d'octubre. Alguns autors atribueixen la seva mort a una plaga de pesta que va assolar les terres castellanes aquell any i descarten la hipotètica mort per enverinament instigada per Ferran el Catòlic. La mort de Felip encara augmentà més el grau de bogeria de la reina Joana.
A la seva mort, Ferran el Catòlic és requerit per esdevenir el regent del Regne de Castella, davant el desequilibri mental de la reina Joana i la minoria d'edat del primogènit de la parella, Carles d'Habsburg, un dels monarques de més rellevància.